# OKB-1 EF 126
Die OKB-1 EF 126 war ein deutsches Schlachtflugzeug mit Pulsoantrieb. Die ursprünglich zur Schaffung eines Jagdflugzeugs durchgeführten Projektierungsarbeiten begannen in der Endphase des Zweiten Weltkrieges bei Junkers in Dessau im Herbst 1944. Nachdem die Entwicklungsarbeiten im März 1945 zunächst abgebrochen worden waren, wurden sie nach dem Kriegsende in Europa von einer deutschen Spezialistengruppe unter sowjetischer Aufsicht fortgesetzt, abgeschlossen und das Flugzeug anschließend kurzzeitig in der sowjetischen Besatzungszone erprobt. Die eigentlichen Testflüge erfolgten in der Sowjetunion. Ein Serienbau erfolgte nicht.

## Vorgeschichte
Die EF 126 stand in einer Reihe von Projekten zur Schaffung von einfach zu produzierenden und leicht bedienbaren Flugzeugen, die in Massen hergestellt werden und helfen sollten, den für Deutschland ungünstigen Kriegsverlauf zu wenden. Bis zur Einstellung der Kampfhandlungen waren von dem auch als Elli bezeichneten Projekt jedoch nur Bauzeichnungen und eine Attrappe, die am 12. Dezember 1944 von Vertretern des Reichsluftfahrtministeriums besichtigt wurde, entstanden. Danach besetzten US-amerikanische Truppen das Dessauer Junkers-Werk und beschlagnahmten anschließend sämtliche Pläne und Unterlagen, derer sie habhaft werden konnten. Nach ihrem Abzug und der Übergabe der Stadt unter sowjetische Kontrolle am 1. Juli 1945 waren deshalb von den Originalzeichnungen der verschiedenen Projekte nicht mehr viele vorhanden, jedoch erbot sich in dieser Situation der ehemalige Leiter der Junkers-Versuchsabteilung, Brunolf Baade, mithilfe ehemaliger Mitarbeiter fehlende Unterlagen für die sowjetische Besatzungsmacht zu rekapitulieren. Diese erkannte die günstige Gelegenheit und ordnete die Gründung eines „Besonderen Technischen Büros 1“ (Ossoboje technitscheskoje bjuro, OTB) an, in dem die Aktivitäten gebündelt werden sollten. Weitere ehemalige Junkers-Mitarbeiter konnten dienstverpflichtet werden und am 17. April 1946 erfolgte die Umbenennung in OKB-1, das in eine Flugzeug- und eine Triebwerkentwicklungsgruppe unterteilt wurde und deren Belegschaft insgesamt 2992 Mitarbeiter umfasste, einschließlich 20 Angehörige des Ministeriums für Luftfahrtindustrie der UdSSR (MAP). Die Leitung der Flugzeugabteilung übernahm Brunolf Baade, für die Triebwerke zeichnete Dr. Scheibe verantwortlich. Als Direktor wurde der Militärkommissar Nikolai Olechnowitsch eingesetzt, vormals wissenschaftlicher Mitarbeiter am Zentralinstitut für Flugmotoren. Zwei Tage später erging vom Minister für Luftfahrtindustrie Michail Chrunitschew der Befehl Nr. 228 über „die Nutzung der deutschen Triebwerkstechnik und der deutschen Spezialisten“. Darin wurde Baades Gruppe angewiesen, die Entwicklung der Projekte EF 132, EF 131 und EF 126 fortzuführen und im Fall der beiden letzteren mit dem Bau von Versuchsmustern abzuschließen. Für die EF 126 war nach Fertigungsabschluss die Überführung in die Sowjetunion im Mai/Juni 1946 nebst anschließender Erprobung vorgesehen. Für den sechsstrahligen Langstreckenbomber EF 132 sollte nur eine Projektstudie durchgeführt werden. Warum die eigentlich als Jäger ausgelegte EF 126 für eine Verwendung als Schlachtflugzeug vorgesehen wurde, kann nicht mehr nachvollzogen werden. Wahrscheinlich versuchte Baade auf diese Weise den Entwurf für die sowjetische Seite interessanter zu gestalten, da er befürchtete, das Projekt würde aufgrund der Vielzahl ähnlicher Studien oder schon vorhandener Typen nicht genehmigt werden. Ein weiterer Grund könnte in den geringen finanziellen Kosten gelegen haben, die den schnellen Aufbau einer größeren Flotte von Flugzeugen begünstigt hätte. So wurden im Gegensatz zu einer 74.000 ℛℳ teuren He 162 für eine komplett ausgerüstete EF 126 lediglich 30.000 ℛℳ veranschlagt.
Die EF 126 sollte mit einem Pulsotriebwerk Jumo 226 ausgerüstet werden, das sich als As 044 seit 1944 in der Entwicklung befunden hatte. Nun bekam die im Otto-Mader-Werk von Dessau tätige Abteilung unter Manfred Gerlach den Auftrag zum Bau und zur Erprobung des Aggregats.

## Aufbau
Die EF 126 lehnte sich in ihrer Auslegung eng an das Flügelgeschoss Fi 103 an. Ähnlichkeiten waren der relativ kurze Trapezflügel und die Anordnung des Argus-Schubrohrs über dem hinteren Rumpf. Neu war die Nutzung eines Seitenleitwerks an zwei Endscheiben rechts und links des Höhenleitwerks. Im Gegensatz zur Kabine der schon existierenden bemannten Version der Fi 103 (Reichenberg-Gerät), die sich direkt unter dem Eingang des Schubrohrs befand, wurde die blasenförmige Haube weiter nach vorn gelegt. Als Fahrwerk war im ersten Entwurfsstadium, von dem auch ein Windkanalmodell existierte, ein Bugradfahrwerk vorgesehen gewesen. Dieses war Anfang 1945 bei der Überarbeitung zur Vereinfachung der Konstruktion und zur Gewichtseinsparung durch eine ausfahrbare Kufe ersetzt worden. Starten sollte die EF 126 entweder mithilfe des Flugzeugschlepps oder aus eigener Kraft mit Unterstützung von Starthilfsraketen. Als Bewaffnung waren zwei 20-mm-Maschinenkanonen im Bug vorgesehen.

## Bau und Erprobung
Nachdem per Ministerbeschluss die Fertigung der EF 126 gefordert worden war, erteilte Werksdirektor Olechnowitsch auf einer Leitungssitzung am 1. Oktober 1945 Baade den Auftrag, bis zum Februar kommenden Jahres fünf Versuchsmuster V1–V5 herzustellen, wobei die V2 als Bruchzelle Verwendung fand. Dieser Termin konnte trotz des einfachen Aufbaus des Fluggeräts nicht gehalten werden. Im Januar 1946 war der Bau einer ersten Attrappe abgeschlossen, am 16. Mai stand die erste Maschine zur Erprobung bereit. Die restlichen vier Prototypen wurden bis Ende Juni fertiggestellt. Die Versuche mit der EF 126 V1 begannen am 21. Mai 1946 in Dessau im Gleitschlepp hinter einer Ju 88. Während der erste Flug noch zufriedenstellend durchgeführt wurde, kam es beim nächsten am gleichen Tag zur Katastrophe. Der deutsche Flugzeugführer Hans-Joachim Matthies, ein ehemaliger Junkers-Werkspilot, fing das Flugzeug zu stark ab, so dass es nach dem ersten Aufsetzen vom Boden abprallte und nach etwa 100 m mit starker Querneigung wieder den Boden berührte, wobei sich der rechte Tragflügel löste, das Flugzeug sich überschlug und zerbrach. Matthies kam dabei ums Leben.
Obwohl der Unfall auf einen Pilotenfehler zurückzuführen war, mussten die restlichen vier Flugzeuge überarbeitet werden, was unter anderem durch Änderung des Flügelprofils und das Ersetzen der Argus-014-Schubrohre durch leistungsstärkere Jumo 226 geschah. Anschließend wurde die Erprobung im Sommer 1946 mit wieder aufgenommen. Etwa zur selben Zeit besuchte eine sowjetische Delegation des MAP unter Leitung des Konstrukteurs Alexander Jakowlew das Dessauer OKB-1, um sich über den Stand der Arbeiten zu informieren. Sie bescheinigte der EF 126 eine fehlende Eignung als Schlachtflugzeug aufgrund der leichten, nichtgepanzerten Bauweise, der schwachen Bewaffnung sowie der begrenzten Reichweite aufgrund des geringen Kraftstoffvorrats. Trotzdem wurde beschlossen, die Versuche fortzusetzen, diesmal allerdings in der UdSSR. Im September 1946 wurden die Flugzeuge demontiert und am 16. des Monats verschickt. Zusätzlich wurde noch eine Ju 88 für Tests mit einem Jumo 226 unter dem Flügel ausgerüstet und von einer deutschen Besatzung überführt. Erstmals erprobt wurde diese Kombination am 31. Dezember 1946, etwa 30 weitere Tests sollen im nächsten Jahr noch erfolgt sein.
Diese Sendungen erfolgten schon als Vorspiel der Aktion Ossawakim, der Verschickung deutscher Spezialisten samt ihren Angehörigen in die Sowjetunion. Das OKB-1 selbst wurde während dieser Aktion im Oktober 1946 auf dem Gelände des ehemaligen Flugzeugwerks Nr. 458 am Iwankowoer Stausee nördlich von Moskau untergebracht. Da dieses im Krieg durch Bombardierungen beschädigt und der Wiederaufbau bei Ankunft der Dessauer Mitarbeiter noch nicht abgeschlossen war, konnten die Versuche mit der EF 126 erst im folgenden Frühjahr wiederaufgenommen werden.
Die Flüge begannen, wie schon in Deutschland praktiziert, im Gleitschlepp einer Ju 88 und verliefen zufriedenstellend. Der erste Flug mit aktiviertem Antrieb wurde am 16. März 1947 von Paul Jülge mit der EF 126 V5 in Ramenskoje absolviert und dauerte etwa 30 min. Die Tests waren so erfolgreich, dass von sowjetischer Seite eine Teilnahme von drei EF 126 an der traditionellen Tuschinoer Luftparade erwogen wurde, aber letztlich der Termin für den 18. August nicht gehalten werden konnte. So hatten beispielsweise die Einschränkungen, die die sich bis zum Ende des Jahres 1947 hinziehende Rekonstruktion des Werkes nach sich zog, auch auf das Erprobungsprogramm Folgen. Ein anderer Punkt war die fehlende Zuverlässigkeit der Triebwerke, deren Betriebsstundenzahl statt der geforderten 40 nur bei etwa 15 Stunden lag. Diese Beeinträchtigungen sorgten dafür, dass während des ganzen Jahres 1947 nur zwölf Flüge mit einer Gesamtflugzeit von 3 h 15 min durchgeführt wurden. Eine entsprechende Anweisung sorgte im Oktober 1947 für eine Beendigung der Flüge. Die Versuchsmuster wurden im Freien abgestellt und waren der hereinbrechenden Kälteperiode schutzlos ausgeliefert, weshalb im folgenden Frühjahr sämtliche Gummileitungen und elektronischen Bauteile ausgewechselt werden mussten. Da das Interesse an der EF 126 schon stark geschwunden war, wurden im Mai 1948 nur noch einige Bodentests durchgeführt und das Programm schließlich am 21. Juni 1948 offiziell eingestellt.

## Technische Daten
| Leistungsdaten errechnet | Leistungsdaten errechnet                   |
| ------------------------ | ------------------------------------------ |
| Konzeption               | Leichtes Schlachtflugzeug                  |
| Konstrukteur(e)          | Brunolf Baade                              |
| Baujahr                  | 1946                                       |
| Besatzung                | 1                                          |
| Spannweite               | 6,85 m                                     |
| Länge                    | 8,33 m                                     |
| Flügelfläche             | 8,93 m²                                    |
| Flügelstreckung          | 5,3                                        |
| Rüstmasse                | 1420 kg                                    |
| Startmasse               | 2760 kg                                    |
| Antrieb                  | ein Pulsotriebwerk Jumo 226 (Argus As 044) |
| Leistung                 | je 4,9 kN                                  |
| Höchstgeschwindigkeit    | 780 km/h                                   |
| Landegeschwindigkeit     | 185 km/h                                   |
| Dienstgipfelhöhe         | 7200 m                                     |
| Reichweite               | 320 km                                     |
| Bewaffnung               | zwei 20-mm-MK                              |